# Puntate di Unwanted - Ostaggi del mare
Le otto puntate della miniserie televisiva Unwanted - Ostaggi del mare sono state trasmesse su Sky Atlantic e in streaming su Now dal 3 al 24 novembre 2023.
| nº | Titolo     | Prima TV         |
| -- | ---------- | ---------------- |
| 1  | Episodio 1 | 3 novembre 2023  |
| 2  | Episodio 2 | 3 novembre 2023  |
| 3  | Episodio 3 | 10 novembre 2023 |
| 4  | Episodio 4 | 10 novembre 2023 |
| 5  | Episodio 5 | 17 novembre 2023 |
| 6  | Episodio 6 | 17 novembre 2023 |
| 7  | Episodio 7 | 24 novembre 2023 |
| 8  | Episodio 8 | 24 novembre 2023 |